# Agenzia letteraria Christopher Little
L'Agenzia letteraria Christopher Little (Christopher Little Literary Agency) è un'agenzia letteraria creata dall'agente londinese Christopher Little.
La ditta ha sede a Londra e tra i clienti spiccano J. K. Rowling, Paul Bajoria, i Gorillaz, John Watson, Mike Jackson e molti altri.
L'agenzia dispone di oltre 175 editori in più di 100 paesi in tutto il mondo ed è  specializzata in campi che vanno dall'editoria alla televisione, dai media ai film.